# Studentradion Falun
Studentradion Falun DUR (Dalarna University Radio) är en radiokanal som i huvudsak sänder kvällstid över Falun med omnejd på 88.8MHz.
Det är en radiokanal för och av studenter som vill underhålla sin omgivning. Under 2003 och 2004 sändes blandat annat ett populärt program som hette "skägg". Programmet genomförde busringningar och drev kraftigt med det akademiska synsättet.
Under pandemiåret 2020/2021 var studentradion inaktiv, men en ny styrelse valdes in året därpå som startade föreningen på nytt.